# Jupiter Dolichenus

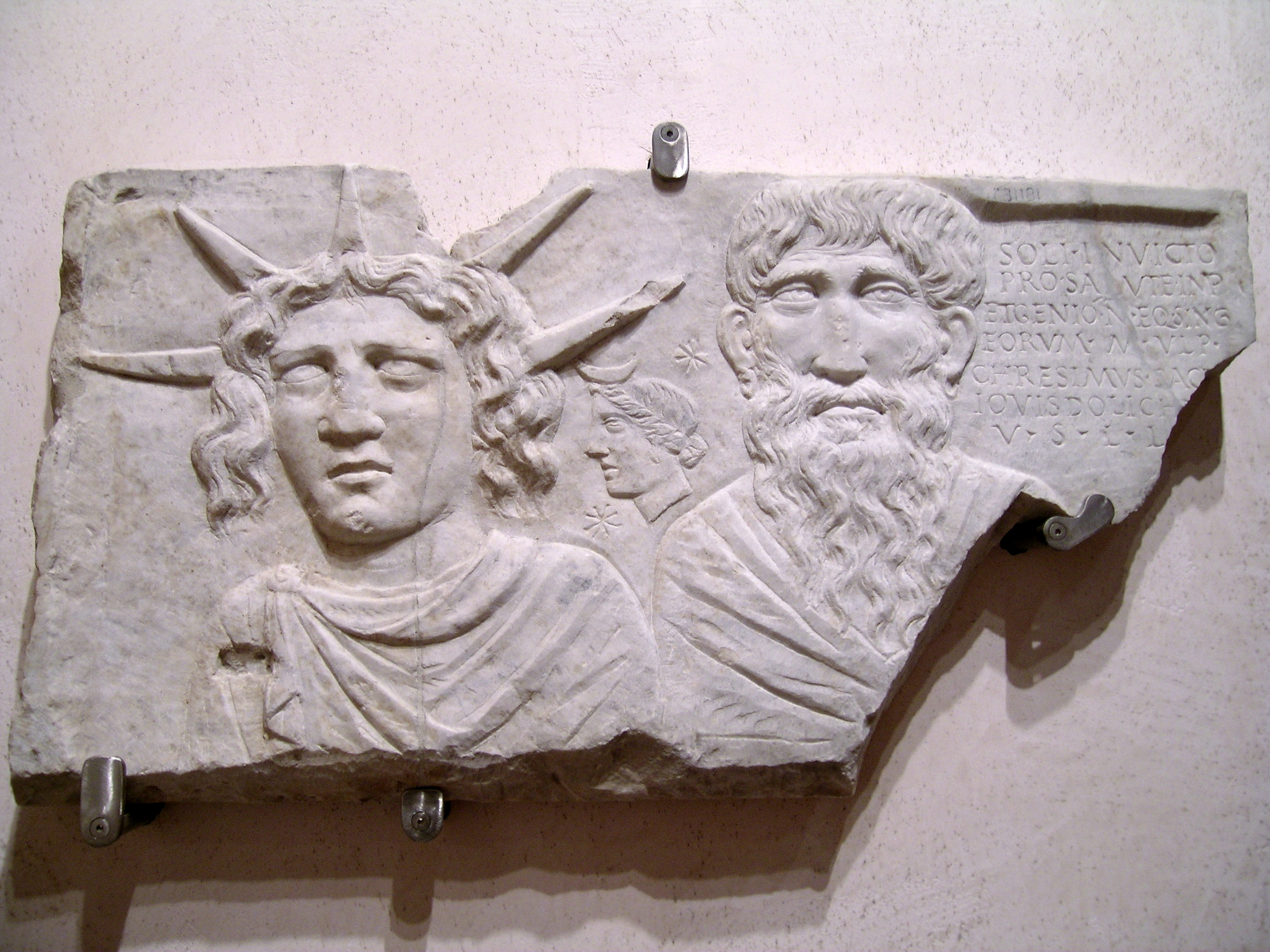
Jupiter Dolichenus (dreapta) alături de Sol Invictus

Jupiter Dolichenus a fost una dintre formele sincretice ale zeului Jupiter din religia romană antică. A fost format prin absorbirea cultului lui Baal din regiunea Comagena, din nordul Mesopotamiei. 
Spre deosebire de alte divinități orientale, Jupiter Dolichenus nu a avut o propagare prea largă în afara provinciilor orientale. Cultul său s-a limitat la cele mai mari urbe din Imperiu. 
Jupiter Dolichenus era asociat cu semne pe care aceste le oferea celor care îl slujeau, prin vise sau apariții. Zeul avea proprii săi oracoli care, legați la ochi, treceau pe o tăbliță câte o literă, prin care scriau mesajul lui Jupiter pentru cel ce căuta răspunsuri.